# 北見焼肉アイドル Meat You
北見焼肉アイドル Meat You（きたみやきにくアイドルミーチュー）は、北海道北見市の焼肉のPRを目的とした日本のローカルアイドル。

## 概要
2015年（平成27年）に、北海道で人口比あたりの焼肉店の割合が最も高い（全国でも長野県飯田市に次ぐ2位）北見市の焼肉のPRを目的として結成。名称の由来は「あなたに会う」という意味の「Meet You」に「肉」を意味する「Meat」を掛け合わせたことによる。現在のところ、日本最北端に本拠地を置くアイドルユニットとされている。
ライブで発表したオリジナル楽曲に、『世界は肉に満ちている』・『シャーベットには早すぎる』等がある。楽曲は音楽活動を趣味とする北見市民が好意で提供してくれている。
北見市のお祭りやイベントを中心とし、札幌や名古屋などの都市でも焼き肉文化を広めるため、ライブ活動を行っている。
地元のコミュニティFM、FMオホーツクでは「Meat We」という番組を持ち、パーソナリティを務めた。

## 略歴
- 2015年（平成27年）
  - 3月以前結成。北見市出身の2名で活動を開始。
  - 3月にメンバーのうち1名が進学で上京するため脱退。
- 2016年（平成28年）- 7月に星隈瞳が加入、再デビュー[1]。
- 2017年（平成29年）
  - 3月 - ジャガイモンプロジェクトと業務提携。
  - 10月 - Reina☆脱退。星隈瞳のソロユニットとなる。
- 2018年（平成30年）6月10日 -「愛踊祭2018北海道エリア代表決定戦」では審査員特別賞を受賞。
- 2019年（平成31年）4月 - 鈴鹿まや加入。
- 2020年（令和2年）- 1月19日をもって、鈴鹿まやが活動休止[7]。再び星隈瞳のソロユニットとなる。
- 2022年（令和4年）- 星隈瞳が大学院修了及び道外就職により卒業し、グループとしても活動休止となる[8]。

## メンバー
元・メンバー
- 星隈 瞳（ほしくま ひとみ、1998年（平成10年）2月5日 - ） - ボーカル、担当カラー：緑色[1]
愛知県名古屋市出身。
北見工業大学大学院修士課程修了。海氷の研究をしており、研究のために北極に滞在したことがある。
好きな焼肉の部位はホルモン[1]。
2020年（令和2年）1月にはベストオブミス北海道2020セミファイナリスト選出[9]。
宝塚歌劇団のファンで、尊敬する人は北翔海莉[10]。名古屋に住んでいた頃にも短期間地下アイドル活動をしていた。

- Reina☆（れいな） - ダンス、担当カラー：ピンク[1]

北海道北見市出身。好きな焼肉の部位はコニク・サガリ。
活動期間は2016年（平成28年）7月 - 2017年（平成29年）10月。
- 鈴鹿 まや（すずか まや、2000年（平成12年）11月20日 - ） - ボーカル、担当カラー：炎色[1]

通称：まやや。北見工業大学在学中。
活動期間は2019年（平成31年）4月 - 2020年（令和2年）1月。

## 活動・イベント歴
- 2016年（平成28年）
  - 7月 - ぼんぼんまつり出演[1]
  - 9月 - FM PiPi「PiPiっとcafe」ゲスト出演[1]。オホバン（オホーツク情報発信番組）出演[1]。オホーツク島連載開始[1]。
  - 10月 - きたみ菊まつり出演[1]。
  - 11月 - 北見生活情報誌月刊Qunモデル開始[1]。
- 2017年（平成29年）
  - 2月 - 北見厳寒の焼き肉まつり出演[1]。STV「どさんこワイド」インタビュー出演[1]。

## 出演

### 雑誌
- 北海道ウォーカー[2]

### テレビ
- musicるTV（2018年7月17日、テレビ朝日）
- 矢口真里の火曜The NIGHT（2020年5月20日[12]、9月9日[13]、2021年2月24日、ABEMA）